# Sam Hellman
Pour les articles homonymes, voir Hellman.
Sam Hellman est un scénariste américain né le 4 juillet 1885 à San Francisco, Californie (États-Unis), et décédé le 11 août 1950 à Beverly Hills (Los Angeles).

## Filmographie
- 1924 : Flying Fists
- 1926 : Fighting Hearts
- 1927 : Casey at the Bat de Monte Brice
- 1934 : L'École de la beauté (Search for beauty) d'Erle C. Kenton
- 1934 : Good Dame
- 1934 : Thirty Day Princess (en)
- 1934 : Rythmes d'amour (Murder at the Vanities) de Mitchell Leisen
- 1934 : Petite Miss (Little Miss Marker) de Alexander Hall
- 1935 : Le Démon de la politique (The County Chairman) de John G. Blystone
- 1935 : The Lottery Lover de Wilhelm Thiele
- 1935 : It's a Small World d'Irving Cummings
- 1935 : Aux frais de la princesse (The Daring Young Man) de William A. Seiter
- 1935 : Two-Fisted
- 1935 : In Old Kentucky
- 1936 : Message à Garcia (A Message to Garcia) de George Marshall
- 1936 : Capitaine Janvier (Captain January) de David Butler
- 1936 : Pauvre Petite Fille riche (Poor Little Rich Girl) d'Irving Cummings
- 1936 : Reunion de Norman Taurog
- 1937 : Le Dernier Négrier (Slave Ship) de Tay Garnett
- 1938 : La Baronne et son valet (The Baroness and the Butler) de Walter Lang
- 1938 : C'était son homme (We're Going to Be Rich) de Monty Banks
- 1938 : We're Going to Be Rich
- 1939 : Les Trois Louf'quetaires (The Three Musketeers)
- 1939 : L'Aigle des frontières (Frontier Marshal) d'Allan Dwan
- 1939 : Le Père prodigue (Here I Am a Stranger) de Roy Del Ruth
- 1940 : Le Retour de Frank James (The Return of Frank James) de Fritz Lang
- 1940 : Il épouse sa femme (He Married His Wife)
- 1944 : L'amour est une mélodie (Shine on Harvest Moon) de David Butler
- 1944 : The Doughgirls
- 1945 : The Horn Blows at Midnight de Raoul Walsh
- 1946 : The Runaround
- 1947 : Pirates of Monterey
- 1949 : Un crack qui craque (Sorrowful Jones) de Sidney Lanfield
- 1953 : La Rivière de la poudre (Powder River) de Louis King